# نسبة الدم
تُعرّف "نسبة الدم" أو "كمية الدم" بأنها مفهوم قانوني في الولايات المتحدة يحاول تعريف وتحديد حق الفرد للعضوية أو "الجنسية" كجزء من الشعوب الأصلية في أمريكا. وهو بالأساس معيار مبني على كمية "دم السكان الأصليين" لدى الفرد. وعلى أساس هذه النسبة، يفترض إمكانية تحديد هوية الفرد وتحديد نسبة انتسابه وانتمائه لقبائل السكان الأصليين في أمريكا.
نسبة الدم عبارة عن عدد كسري مثل ½ أو ⁷⁄₁₆ أو ³⁄₃₂. تُعتبر هذه الفكرة جدليّة جداً في سياق الديناميكيات السياسية بين الشعوب الأصلية التي تقع أراضيهم داخل حدود الولايات المتحدة المعاصرة والحكومة الأمريكية، وكذلك داخل مجموعات السكان الأصليين العديدة نفسها.
إنّ الحكومة الأمريكية الفيدرالية وبالأخصّ وزارة الداخلية تصدر ما يُسمى "بشهادة درجة الدم الهندي" وهي عبارة عن بطاقة تشبه بطاقات الهوية. وتُحصى الدرجة أو النسبة حسب وثائق دول السكان الأصليين في أمريكا -التي أيضاً تُعرّف ب"القبائل الأصلية"- وعادةً تُصدر الوثائق من قبل مسؤولي القبيلة أو مسؤولي الحكومة الأمريكية ويُستند على وثائق مُصدرة في الوقت الحاضر وأخرى تعود بالزمن للقرن التاسع عشر حصلوا عليها عبر أسلافهم.
يعتبر الكثير من الشعوب الأصلية استخدام هذه الطريقة لتثبيت هويتهم في أمريكا اليوم مبدأ جاهل ومشروع تمييز لأن موظفي الحكومة الأمريكية الذين غالباً كان لديهم المسؤولية والسلطة السياسية لعملية التسجيل بشكل رسمي وقانوني عادةً جهلوا العادات الأصيلة للمجتمعات الأصلية التي اختلفت عن فكرة نسبة الدم واستخدمت طرق أخرى لتعريف فكرة الانتماء بين الشعوب كأعضاء معترف بهم في المجتمع، كما تختلف نظريات كيفية الانتماء بين الحكومة الفيدرالية المستوطنة والشعوب الأصلية في القارة. وعلاوةً على ذلك، تؤدي استمرارية الاعتماد على معيار نسبة الدم إلى تأثيرات سلبية في المجتمع حالياً وتؤدي إلى عدم تمتع كثير من الأفراد الأصليين بحقوقهم.
من ناحية أخرى، يشير الفريق الآخر في الجدل إلى أنّ منهج الإحصاء بالدم يلعب دوراً مهماً في بقاء الشعوب الأصلية عبر الزمن والحفاظ على هوياتهم المختلفة عن الهوية الأمريكية المستوطنة المحيطة بهم من كل جانب. يمكن أن يلعب مفهوم نسبة الدم دوراً محورياً وحاسماً في منع الانصهار التام في المجتمع الأمريكي المستوطن، حيث تواجه المجتمعات الأصلية إمكانية التلاشي ثقافياً داخل هذا النظام الاجتماعي الساحق.
كما أنّ هنالك صلة بين مفهوم نسبة الدم والسياق التاريخي الأوسع للنظام التمييزي الظالم تجاه السكان الأصليين في أمريكا بشكل عام وتجاه الأقليات الإثنية الأخرى.

## أصل الفكرة وموجز تاريخها
قد لعب مفهوم "الدم" دور في شرح وتأصيل الأنساب قانونياً منذ بدايات تاريخ المجتمع الأمريكي، على سبيل المثال أصدرت ولاية فرجينيا في عام 1705 قانون صنّف وعرّف الناس الذين لديهم ⅛ من "الدم" الأفريقي أو ⅛ من الدم "الهندي" أي أمريكي أصلي بكلمة "مولاتو،" كما أنّ لقب "مولاتو" و "ملوّن" اُعتبرا في ذلك الوقت فئات اجتماعية غير مؤهلة وغير عاقلة وبدون حقوق متساوية مع باقي أفراد المجتمع، والأنظمة القانونية في ولاية فرجينيا وغيرها من الولايات الأمريكية حدّدت حقوق سكانها من هاتين الفئتين وسلبتهم حق الملكية والتجارة وحقوق مدنية أخرى. و في القرن التاسع عشر فكّر الكثير من الناس في ذلك الوقت بأنّ بعض الأعراق غير عاقلة كما استخدموا قياس الجمجمة (القحف) لتثبيت تلك النظرية علميا، مع إنّ قبائل كثيرة لم تدمج "نسبة الدم" مع معاييرها التقليدية لتثبيت العضوية القبليّة والحقوق في مجتمعاتهم ولكن البعض منها أصبح يستخدم هذا المعيار وما زال يعتمده حتى اليوم.
بعد انتهاء نظام الاتفاقيات بين الحكومة الأمريكية ودول السكان الأصليين تم استبداله وحل محله إدارة فيدرالية مباشرة على مجموعات السكان الأصليين في ثمانينيات القرن التاسع عشر ومن ذلك الحين هيمنت قضية الهوية الأصلية على حياة السكان الأصليين، وطبّقت الحكومة الفيدرالية وحكومات الولايات المختلفة هذا النوع من التصنيف القانوني المبني على أساس فكرة نسبة الدم في غرض تثبيت فكرة "العرق" قانونيا وتحديد الناس المستهدفين بالسياسات الحكومية الجديدة.
في أواخر القرن التاسع عشر بدأت الحكومة بعملية تفكيك نظام الملكية الجماعية لأراضي الشعوب الأصلية بشكل ممنهج وأسرع وأوسع خصوصاً بعد إصدار قانون دوز الفيدرالي، كما قسّمت أراضيهم المشتركة لممتلكات فردية، ولعب مفهوم نسبة الدم دور في ذلك وقلّل عدد الناس الأصليين الذين تمكّنوا من تسجيل أراضي باسمائهم لأنّ نسبة الدم عند بعض الأفراد من أسلاف أصلية تُعتبر أقل من الحد الأدنى المقبول للحكومة الأمريكية. 
يقول عُلماء آخرين إنّ نظرية نسبة الدم لم تُطبّق على نطاق واسع في أمريكا حتى إصدار قانون "إعادة تنظيم الهنود" الفدرالي في عام ١٩٣٤، حيث تطلبت الحكومة الأمريكية كمية معينة من الدم الأصلي لكي يُعترف بالفرد كشخص أصلي وبالتالي يتمتع بحقوق هذا التصنيف، ومن تداعيات هذا القانون تأثير واضح على قدرة الأفراد الأصليين للتمتع بحقوقهم مثل الربح بعد بيع الأراضي المشتركة المتبقية وغيرها من حقوق، ولذلك يقول الباحث راين شميدت إنّ "الهوية الهندية أصبحت أقرب من المفاهيم البيولوجية حيث تجذّر تعريف 'الهندي' بالبيولوجيا بدلا من الثقافة."
تقول الباحثة إليزابيث رول المتخصّصة في دراسات الأمريكيين الأصليين في جامعة براون والتي تحمل جنسية تشيكاساو شخصيًا (أي تنتمي رسميا إلى قبيلة أصلية) إنّ "نسبة الدم كانت أصلا نظام فرضته الحكومة الفيدرالية على القبائل بهدف تقليل عدد حاملي الجنسيات الأصلية لذلك أصبحت نسبة الدم معيار من المعايير المتطلبة للحصول على الجنسية."  
ومع ذلك عملية توثيق نسبة الدم لم تسر بدون تناقضات وتحديات أساسية لأنّ المسؤولين الفيدراليين ارتكبوا أخطاء كثيرة بعملية التسجيل، حيث بنوا افتراضاتهم على أساس المظهر وانخراط الفرد في الحياة الثقافية في المجتمع الأصلي. تقول الباحثة رول إنّ هذا يشير إلى أنّه تم التعامل مع السكان الأصليين كعرق أو عنصر اجتماعي منفصل وذلك تجسيد للعنصرة. وتضيف رول أنّ الحكومة توقّعت تلاشي الشعوب بمرور الوقت بعد تطبيق هذه السياسات بسبب اختلاط الأجناس بين الشعوب الأصلية والشعوب المستوطنة في الولايات المتحدة، وكانت الحكومة الفيدرالية تأمل بالتحرّر من واجباتها تجاه الشعوب الأصليين بعد فترة زمنية.

كما يقول الدكتور راين شميدت المتخصّص في علم الإنسان
"إنّ مصطلحات الهوية والإثنية والتراث في المجتمع الهندي الأمريكي كلها متشابكة مع المفهوم الانجليزي للعرق، الذي انبثق من الماضي الاستعماري مع المكونات الايديولوجية للحصرية والتمييز في عضوية المجموعة.

## القضايا المرتبطة مع فكرة نسبة الدم في الحاضر
نجم عن هذا المفهوم عواقب عديدة في الوقت الحالي تشمل موضوع هوية الفرد وعلاقاته مع قبيلته وإمكانية الأفراد إعطاء جنسيتهم لأولادهم والتمتع بحقوقهم. اليوم لا تجبر الحكومة الأمريكية القبائل على أن تستخدم نسبة الدم في معاييرها للعضوية ولكن تسهّل وتوفّر لهم المساعدة في عملية التوثيق، ومن الجدير بالذكر أنّ أغلبية القبائل المسجّلة بالحكومة الأمريكية اليوم تتطلب مستوى معين لنسبة الدم يتراوح بين ¹⁄₃₂ من "الدم الهندي" ل"مجمل الدم."
تختلف عملية الحصول على الاعتراف الرسمي بالجنسية ودور "نسبة الدم" في ذلك من  قبيلة لأخرى كما تختلف الكمية المطلوبة حسب سياسة القبيلة، وبعض القبائل تعتمد على نسبة الدم ولكن قبائل اخرى ترفض الفكرة ولا تدرج نسبة الدم بين معاييرها للحصول على الجنسية، وتستخدم هذه القبائل طرق أخرى للتعامل مع موضوع الجنسية أو الانتماء رسميا للقبيلة.
مثلا إدارة قبيلة الشيروكي تعتمد اليوم على الانتساب إلى الأسلاف المسجّلين سابقا بشكل خطي بدل نسبة الدم أي العدد الكسري لتحديد حق الحصول على الجنسية القبلية فيها، أما حكومة شعب النافاجو فتطلب على الأقل نسبة 25 بالمئة من "دم النافاجو" حتى تعترف بحق الفرد للانتساب رسميا كنافاجو، بالإضافة إلى ذلك فقبيلة جبل السلحفاة تطلب 25 بالمئة من "الدم الهندي" وتفيد دائرة التسجيل التابعة لتلك القبيلة بأنّها تستخدم هذا المعيار بسبب قوانين فيدرالية أمريكية. حسب هذه السياسة لو كان لدى الشخص المسجّل في قبيلة جبل سلحفاة نسبة 25% من الدم الهندي ويريد أنْ يتزوج امرأة من خارج القبائل الأصلية فأنّه يفقد حق منح الجنسية لاولاده لأنّ العدد الكسري لدى الأطفال سيكون تحت الحد الأدنى.
تشير الباحثة إليزابيث رول إلى أنّ موضوع نسبة الدم مرتبط بعوامل مالية واقتصادية لأنّ بعض الشعوب الأصلية في أمريكا اليوم تقسّم وتوزّع أرباح القطاعات والنشاطات الاقتصادية الخاصة بهم لأفراد القبيلة المعترف بهم جميعا ولذلك فالاعتراف بالفرد كعضو في القبيلة له استحقاقات مالية. كما يتمتع أعضاء القبائل في بعض الأحيان بحقوق أخرى مثل المساعدة التعليمية والرعاية الطبية وحق السكن والتجول في أراضي القبيلة وغيرها من الخدمات والحقوق العامة.  
على سبيل المثال كان هناك تغطية إعلامية حول عائلة أصلية تأثرت بشكل واضح بهذا النوع من القوانين، حيث أنّ ابنتهم لن تتمتع بعضوية في المجتمع الأصلي الذي تسكن فيه بسبب نسبة دمها التي تُعتبر حسب الحكومة القبليّة غير كافية للدرجة المطلوبة، فوالدها عضو مسجّل في قبائل الساليش وكوتاناي الكونفدرالية مع نسبة دم ⁷⁄₁₆ وأما والدتها فهي عضو دولة نافاجو التي تعتبر دولة أصلية مختلفة ولديها نسبة دم ¾ ولكنها نافاجو، وتشترط قبائل الساليش وكوتاناي نسبة دم أعلى من ¼ وتشترط أيضا أنّ يكون الدم نقي أي أنه يعود لمجتمعهم فقط وليس لشعوب أصلية أخرى مثل هوية والدتها في هذا السياق. وكنتيجة لكل ذلك لن تقدر ابنتهم التسجيل كعضو قبيلة الساليش وكوتاناي لأنّ العدد الكسري سيصبح في جيلها ⁷⁄₃₂ وذلك تحت الحد الأدنى أي ¼، وسيحدّد ذلك الواقع إمكانيات البنت للحصول على مساعدات مالية للجامعة مثل الأعضاء الآخرين في مجتمعها، وقد تُمنع من بعض الفرص العملية الحصرية لأعضاء القبيلة أيضآً، كما أنّ حقها في التجول في الأراضي التقليدية التابعة للقبائل قد يكون محدّد.

الكاتبة ليا مايرز التي ألفت كتاب "الدم المُمَيَّع: ذكريات العائلة والأساطير والهوية" والتي تحمل جنسية قبيلة "جيمستاون إسكلالم" تقول إنها تعرف
"شباب ليس لديهم امكانية التقديم للحصول على الجنسية، ويؤمنون أنهم بلا قيمة [في عيون المجتمع]…وفي سعيها للحفاظ على نقاوة الدم، تخسر القبائل نوع آخر من الحماية الذي يأتي من الانخراط في القبيلة والتعرّف عليها، فإنهم يضيعون الفرص المتاحة للأحفاد لخلق ذكريات جديدة يمكن أن تصبح في نهاية المطاف قصص تُروى للأجيال القادمة…."
كما عبّرت مايرز عن قلقها من فقدان شعبها أراضيهم نتيجةً لهذه السياسة وتقول "إنّه من الصعب للمجتمع البقاء متماسكا حينما يُفصل عنه الناس تدريجيا بشكل قانوني."

## أنظر أيضاً
- القوانين الرئيسية المرتبطة بحقوق الأمريكيين الأصليين مثلا نظام الاتفاقيات وقانون إبعاد الهنود (١٨٣٠) وقانون دوز (١٨٨٧) وقانون إعادة تنظيم الهنود (١٩٣٤) وقانون تقرير المصير الهندي والتعليم (١٩٧٥).
- الحركة الهندية الأمريكية
- مواضيع أخرى متعلقة بفكرة تشريح الأصول الاثنية مثلا قاعدة النقطة الوحيدة وعلم الإنسان الحيوي وغيرها